# Halkurike A.M.Kaval, Tiptur
Halkurike A.M.Kaval là một làng thuộc tehsil Tiptur, huyện Tumkur, bang Karnataka, Ấn Độ.